# Lilium medogense
Lilium medogense är en liljeväxtart som beskrevs av S.Yun Liang. Lilium medogense ingår i släktet liljor, och familjen liljeväxter. Inga underarter finns listade.